# Nachal Cfachot
Nachal Cfachot (hebrejsky: נחל צפחות) je krátké vádí v jižním Izraeli, v pohoří Harej Ejlat.
Začíná v nadmořské výšce okolo 300 metrů nad mořem, cca 6 kilometrů jihozápadně od města Ejlat. Odtud směřuje k jihu, míjí ze severu úpatí hory Har Cfachot, stáčí se k severovýchodu a ústí zprava do vádí Nachal Šlomo, které jeho vody odvádí do Rudého moře.